# Dicranomyia (Dicranomyia) encharis
Dicranomyia (Dicranomyia) encharis is een tweevleugelige uit de familie steltmuggen (Limoniidae). De soort komt voor in het Australaziatisch gebied.